# Малая Курба (Бурятия)
Ма́лая Курба́ (бур. Бага Хурбэ) — посёлок в Хоринском районе Бурятии. Входит в сельское поселение «Верхнекурбинское».

## География
Расположен в 52 км к северо-востоку от центра сельского поселения, улуса Тэгда, на левом берегу реки Курба, у места слияния рек Большая Курба и Малая Курба.

## Население
| 2002 | 2010 |
| ---- | ---- |
| 132  | ↘60  |

## Экономика
Заготовка и переработка леса.